# Insula Qeshm
Qeshm (în farsi, قشم) este o insulă iraniană situată în Strâmtoarea Ormuz. Este separată de continent de către strâmtoarea Clarence. Principala localitate de pe insulă, Qeshm, este situată în estul insulei și are o populație de circa 20.000 locuitori. Principala activitate economică a insulei o reprezintă pescuitul, cultura curmalelor și a pepenilor. În partea de sud-est a insulei este exploatată sarea.